# Clara Westhoff

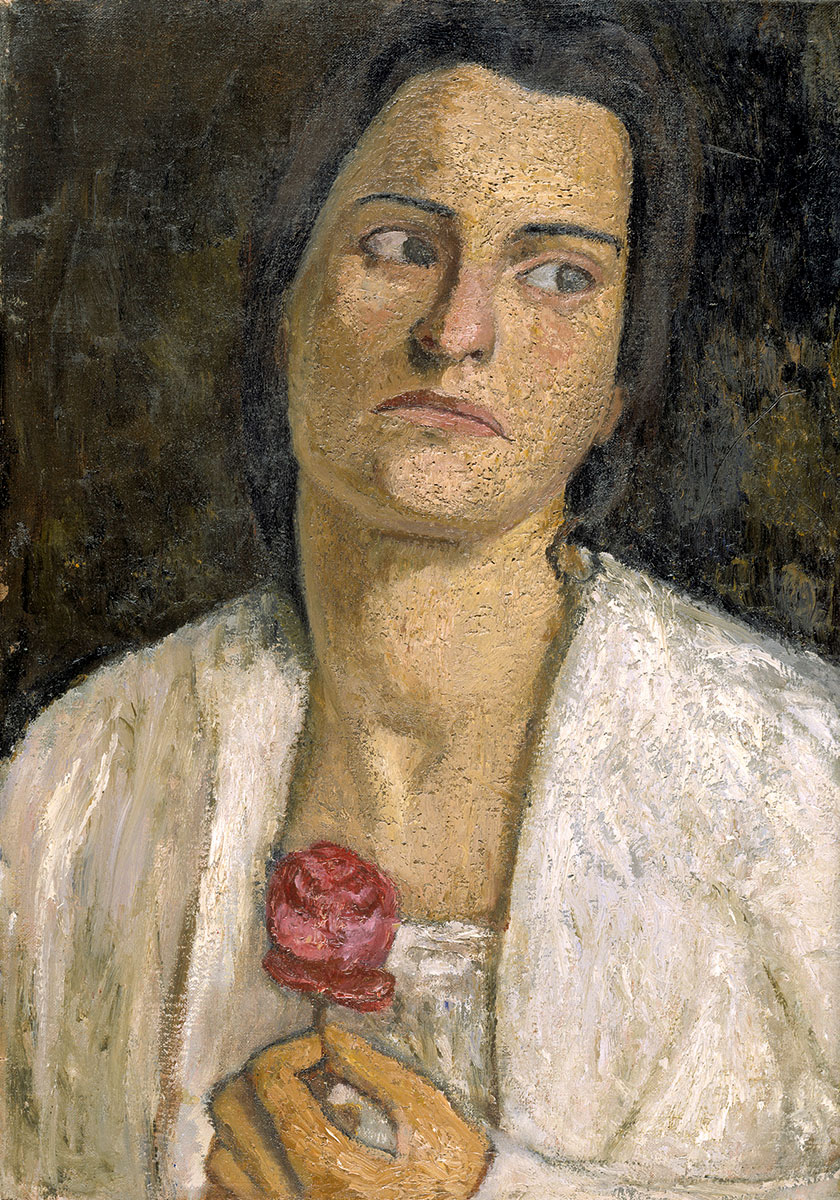
Portret Clary Westhoff-Rilke autorstwa Pauli Modersohn-Becker

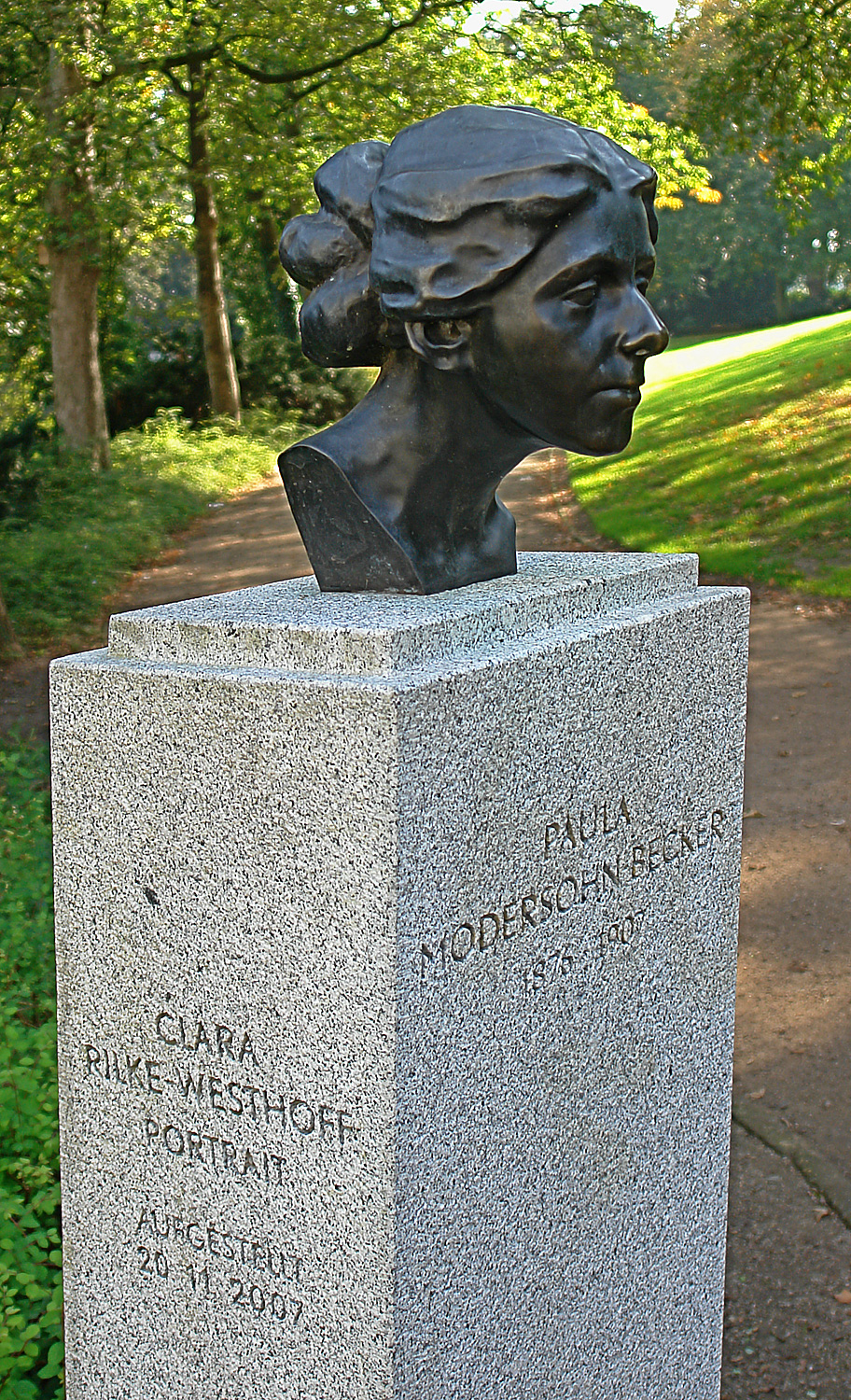
Rzeźba Clary Westhoff przedstawiająca popiersie Pauli Modersohn-Becker

Clara Henriette Sophie Westhoff (ur. 21 września 1878 w Bremie, zm. 9 marca 1954 w Fischerhude) – niemiecka rzeźbiarka i malarka.

## Życiorys
Clara Westhoff urodziła się 21 września 1878 w Bremie w rodzinie zamożnego przedsiębiorcy Friedricha Westhoffa (1840–1905) i Johanny Westhoff z domu Hartung (1856–1941). Pozwoliło to rodzinie na finansowanie jej artystycznej nauki. W wieku siedemnastu lat Westhoff przeniosła się do Monachium i uczęszczała do prywatnej szkoły malarstwa Friedricha Fehra i Ludwiga Schmid-Reutte, gdzie uczyła się malarstwa i rysunku m.in. głowy, aktu oraz pejzażu. W 1898 pobierała lekcje rysunku i modelowania u Fritza Mackensena w kolonii artystycznej w Worpswede, gdzie poznała Heinricha Vogelera i jego żonę Marthę oraz Otto Modersohna, jego późniejszą żonę, malarkę Paulę Modersohn-Becker, z którą zaprzyjaźniła się. Później często razem rysowały. W 1899 Westhoff kontynuowała naukę rzeźbiarza u Carla Seffnera i Maxa Klingera w Lipsku, a w 1900 w Académie Julian w Paryżu. W tym czasie poznała Auguste’a Rodina przy rue de l’Université, gdzie pracowała pod jego opieką. Była też zainspirowana obrazami Paula Cézanne'a. Wspólnie z Paulą Modersohn-Becker i Marie Bock miały ok. 1900 wystawę w Kunsthalle w Bremie.
W Worpswede w 1900 poznała swojego przyszłego męża, Rainera Marię Rilkego, którego poślubiła 28 kwietnia 1901. Po ślubie zamieszkali w Westerwerde, miejscowości sąsiadującej z Worpswerde, gdzie Rilke kupił dom, którego wnętrze zaaranżował jego przyjaciel Heinrich Vogeler. W grudniu tego samego roku urodziła się im córka Ruth Rilke, późniejsza pisarka (Ruth Sieber-Rilke 1901–1972).
W tym czasie Westhoff stworzyła między innymi popiersie portretowe męża Rainera Marii Rilkego (1901), rok później popiersie Heinricha Vogelera (1902), a jedenaście lat później popiersie w brązie pisarki Ricardy Huch (1912).
Latem 1902 Rilke zrezygnował z mieszkania i przeniósł się do Paryża, aby napisać monografię o Auguste Rodinie. Clara Westhoff oddała córkę swoim rodzicom i dołączyła do Rilkego. Zimę 1903 spędzili w Rzymie w Villa Strohl-Fern. Rilke mieszkał w „Studio al Ponte”, które pozostawił mu malarz Otto Sohn-Rethel, przyjaciel malarzy z kolonii artystycznej Worpswede. Clara zamieszkała we własnym studio nieopodal. Przerwała jednak swój pobyt, aby wrócić do córki. Niedługo potem małżeństwo rozpadło się, ponieważ Rilke najwyraźniej nie był stworzony do życia rodzinnego klasy średniej. Niemniej między Rilkem i Clarą Westhoff pozostały przyjazne relacje.
W 1911 osiedliła się z córką w Monachium. Otrzymała wtedy też niewielką pomoc od Rilkego. W tym czasie złożyła wniosek o rozwód, na który Rilke zgodził się. Jednak separacja nigdy nie została oficjalnie przeprowadzona. Oboje małżonkowie nie mieli wystarczających środków na opłacenie kosztów rozwodu. W 1919 Westhoff przeniosła się z córką do miejscowości Fischerhude, w której mieszkała do końca życia. Jej dom ze studiem, w którym tworzyła, wiele lat później nazwano „Cafe Rilke” – zarówno budynek, jak i nazwa ta funkcjonują do dziś.
W 1925 roku Westhoff powróciła do malowania; dzięki czemu oprócz prac rzeźbiarskich stworzyła równie pokaźny zbiór prac malarskich. Wkrótce po jej śmierci, jak wiele kobiet w sztuce, została zapomniana. Obecnie postrzegana jest jako pionierka – kobieta-rzeźbiarka w Niemczech. Obecnie najbardziej zachwycają jej rzeźby z wczesnych lat twórczości. 

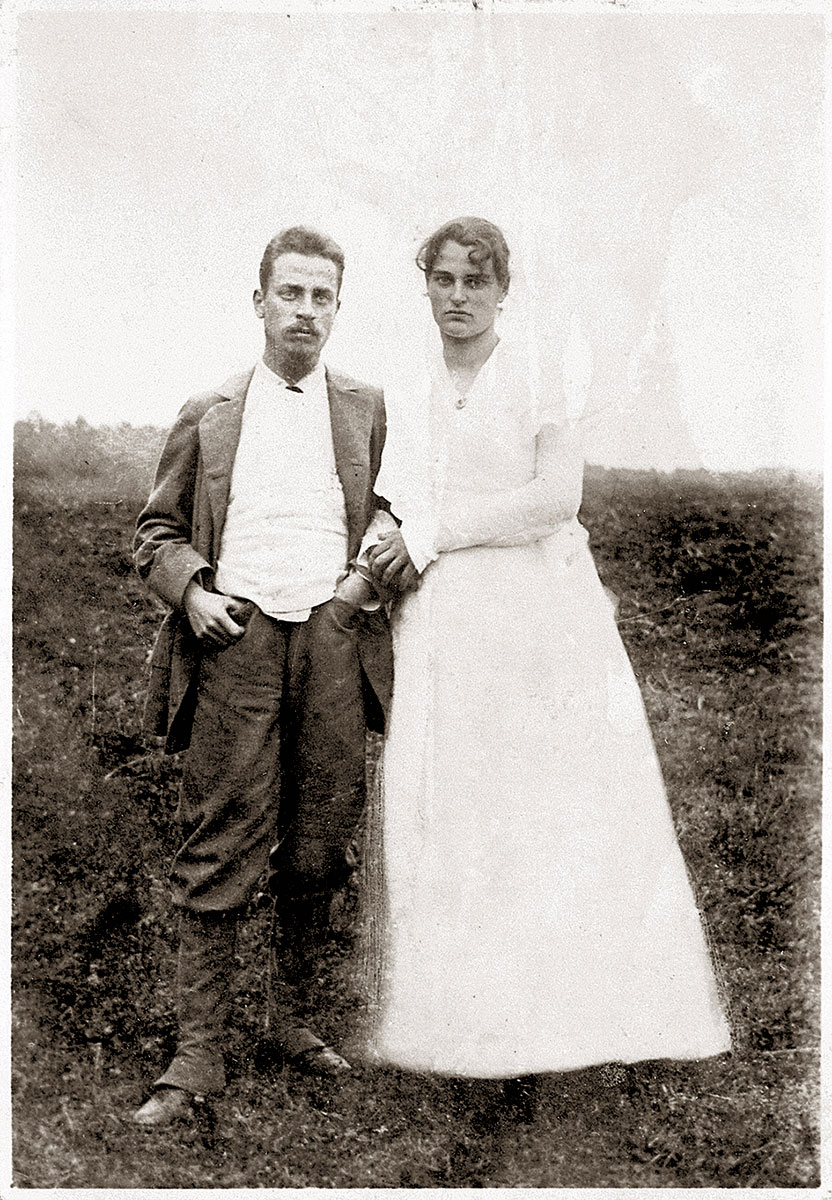
Rainer Maria Rilke i Clara Westhoff w 1901

Zmarła 9 marca 1954 w Fischerhude.